# Celofane

processo produtivo do Rayon

O celofane é um polímero natural derivado da celulose. Tem o aspecto de uma película fina, transparente, flexível e resistente a esforços de tensão, porém muito fácil de ser cortado. Outra das suas qualidades é ser biodegradável. Não resiste bem à umidade, uma vez que tende a absorvê-la.
O processo de produção dá-se a partir de fibras de celulose de madeira, algodão, cânhamo, ou de outras fontes dissolvidos em álcali dissulfureto de carbono e para fazer uma solução chamada viscose, que é depois extrudida através de uma frincha para um banho de ácido reconverter a viscose em celulose. A processo semelhante, usando um buraco (uma fieira) em vez de uma frincha, é usado para fazer a fibra chamada raiom. Quimicamente, celofane, raiom e celulose são polímeros de glicose e contém os elementos químicos carbono, hidrogênio e oxigênio.
É utilizado principalmente como envoltório. Foi muito usado na elaboração de fitas adesivas, porém substituído em grande parte por outros polímeros. Algumas de suas aplicações, porém, até hoje se mantém, como para a produção de borracha (como desmoldante), para embrulhar pão (uma vez que os plásticos não deixam o pão 'respirar' deixando-o abafado e mole), etc. 
Em algumas aplicações, a sua superfície é recoberta para complementar ou modificar suas propriedades, pois o celofane puro não possui a capacidade de selar. Já o celofane envernizado com PVdC, por exemplo, sela tão bem quanto os plásticos, porém não agride o meio ambiente.
"Celofane" era originalmente uma marca comercial, que hoje foi generalizada de forma errada. Hoje em dia é comum chamar a qualquer plástico celofane, porém, o celofane deriva da viscose/celulose regenerada (igual ao papel) e não do petróleo (como os plásticos). Logo o correcto seria chamar ao celofane "papel celofane".
Por ser feito a partir de um produto essencialmente natural (celulose), o celofane não contamina os alimentos com os quais entra em contacto e é por isso frequentemente usado para assar alimentos. O processo de assar alimentos (em churrasqueiras e fornos) envolvidos em filmes ou alumínios (folha) resultou da necessidade de preservação dos líquidos durante o processo de confecção.
O papel celofane — ao contrário do papel de alumínio — deixa escapar os líquidos, diminuindo assim o tempo de confecção. Pode ir ao micro-ondas e ao frigorífico.

## Efeito piezoelétrico
O efeito piezoelétrico (curva ligeiramente sob a ação de um campo elétrico) da celulose é conhecido há muito tempo. Contudo, ao contrário dos cristais piezoelétricos, que "dão um tranco", o efeito subtil notado na celulose até hoje não havia atraído muito a atenção dos cientistas.(Fonte: Site Inovação Tecnológica)
Uma equipe liderada pelo professor Jaehwan Kim fez um experimento que lançou o celofane definitivamente na área dos materiais inteligentes; e com aplicações práticas muito promissoras.
Em sua experiência, eles construíram dois eletrodos, um de cada lado da borda de uma folha de celofane, na forma de duas finíssimas e estreitas camadas de ouro. Aplicando uma corrente nesses dois eletrodos, eles descobriram que o papel celofane se curva em direção ao polo positivo.
Para construir um avião, basta alternar rapidamente a voltagem - aplicando uma corrente alternada, ao invés de uma corrente contínua. Assim, o papel vibra na frequência da corrente que o percorre, funcionando como o bater de asas. E está pronto o avião de papel mais "high-tech" do mundo. Ou, talvez, a primeira borboleta artificial já construída.
Seja como for, o aparato voador não precisará ter fios: a celulose é sensível o suficiente para ser sensibilizada por micro-ondas, que podem ser dirigidas por uma antena até o avião-borboleta.
Mas os cientistas destacam que as maiores possibilidades de utilização estão em microescala: microrrobôs e MEMS poderão ganhar mobilidade sem a necessidade de complicados motores - que, além do mais, consomem muita energia. Microrrobôs "movidos a celofane" poderão ser acionados à distância, recebendo sua energia de uma antena de micro-ondas.